# Donovan Reid
Pour les articles homonymes, voir Reid.
Donovan Reid (né le 31 août 1963 à Londres) est un athlète britannique, spécialiste du sprint. 

## Biographie
Il se classe septième du 100 m et du relais 4 × 100 m lors des Jeux olympiques de 1984, à Los Angeles.

### Palmarès
| Date | Compétition                    | Lieu         | Résultat | Épreuve   | Performance |
| ---- | ------------------------------ | ------------ | -------- | --------- | ----------- |
| 1984 | Jeux olympiques                | Los Angeles  | 7e       | 100 m     | 10 s 33     |
| 1984 | Jeux olympiques                | Los Angeles  | 7e       | 4 × 100 m | 39 s 13     |
| 1987 | Championnats du monde en salle | Indianapolis | 6e       | 200 m     | 21 s 53     |

### Records
| Épreuve | Performance | Lieu        | Date         |
| ------- | ----------- | ----------- | ------------ |
| 100 m   | 10 s 32     | Los Angeles | 14 août 1984 |
| 200 m   | 20 s 62     | Cwmbran     | 28 mai 1984  |